# Gliptoteca
La gliptoteca o glittoteca, dal greco γλυπτός glyptós ("inciso") e θήκη thḕkē ("ripostiglio", "scrigno"), è una raccolta di gemme incise.
Per estensione il termine può indicare anche una collezione di intagli o di sculture.
Tra le principali gliptoteche, si possono citare:
- Gliptoteca (Glyptothek) a Monaco di Baviera (Germania)
- Ny Carlsberg Glyptotek a Copenaghen (Danimarca)
- Gliptoteca (Gliptoteka) a Zagabria (Croazia)